# Rajon Toktogul
Der Rajon Toktogul (kirgisisch Токтогул району Toktogul rajonu, russisch Токтогульский район Toktogulski rajon) ist ein Rajon in Kirgisistan mit 105.267 Einwohnern (Stand 2022). Er ist dem Oblus Dschalal-Abad untergeordnet. Verwaltungssitz ist die Stadt Toktogul.

## Geographie
Im Norden wird der Rajon durch den Talastoo und den Suusamyrtoo, im Norden durch das At-Oinokgebirge und im Süden durch das Ferghanagebirge, den Kekerimtoo und das Baubaschatagebirge begrenzt. Administrativ grenzt der Rajon an die Rajons Aksy, Basarkorgon, Nooken, Togus-Toro und Tschatkal im Oblus Dschalal-Abad sowie den Rajon Dschumgal im Oblus Naryn, die Rajons Talas und Bakaiata im Oblus Talas und den Rajon Panfilow im Oblus Tschüi.
Die Topographie im bergigen Teil ist stark zerklüftet, dort werden Höhen von bis zu 4351 m erreicht. Die Hydrologie des Rajons wird durch den Naryn (2820 m³/s, oberhalb des Toktogul-Stausees), den Kökömeren (max. 177 m³/s), den Torment (177 m³/s), den Tschytschkan (119 m³/s), den Usun-Achmat (203 m³/s) und den Kara-Suu (48 m³/s) dominiert. Auf dem Gebiet liegt darüber hinaus mit dem Toktogul-Stausee (Fassungsvermögen 19,5 Milliarden m³) der größte Stausee Kirgisistans. Des Weiteren befindet sich die Kurpsai-Talsperre auf dem Gebiet.
Die durchschnittliche Lufttemperatur im Januar beträgt −8 °C im Tal und −12 °C in den Bergen. Im Juli liegen die durchschnittlichen monatlichen Temperaturen bei 26 °C im Tal und +8 °C in den Bergen. Die minimalen Lufttemperaturen erreichen −38 °C, während die maximalen bei 38 °C liegen. Die durchschnittliche jährliche Niederschlagssumme beträgt 400 mm im Tal und 400–600 mm in den Berggebieten des Rajons. Die maximale tägliche Niederschlagsmenge kann 40 mm im Tal und bis zu 70 mm in den Bergen erreichen.

## Geschichte
1926 wurde der Rajon gegründet.

## Bevölkerung
| Jahr | Einwohnerzahl |
| ---- | ------------- |
| 1970 | 47.024        |
| 1979 | 55.711        |
| 1989 | 69.323        |
| 1999 | 77.202        |
| 2009 | 86.306        |
| 2022 | 105.267       |

Quellen:
Der größte Teil der Einwohner sind Kirgisen.

## Gliederung
Der Rajon beinhaltet eine Stadt (Toktogul) und 49 Dörfer in 10 Landgemeinden. Diese Landgemeinden sind:
| Landgemeinde    | Verwaltungssitz | Einwohner (2021) | Anzahl der Dörfer |
| --------------- | --------------- | ---------------- | ----------------- |
| Abdy Süjekulow  | Torkent         | 11.254           | 3                 |
| Aralbajew       | Toluk           | 4010             | 4                 |
| Belaldy         | Sarysögöt       | 5074             | 3                 |
| Dschangy-Dschol | Dschangy-Dschol | 17.595           | 6                 |
| Ketmendöbö      | Tereksuu        | 8.121            | 4                 |
| Kysylösgörüsch  | Kysylösgörüsch  | 12.150           | 12                |
| Nitschkesai     | Sakaldy         | 4.136            | 2                 |
| Sarykamysch     | Birlik          | 1611             | 2                 |
| Tscholponata    | Tscholponata    | 1611             | 2                 |
| Ütschterek      | Ütschterek      | 12.865           | 5                 |